# Максимальна компактна підгрупа
Максимальна компактна підгрупа K топологічної групи G — це компактний простір з індукованою топологією, максимальний серед всіх підгруп. Максимальні компактні підгрупи грають важливу роль в класифікації груп Лі і, особливо, в класифікації напівпростих груп Лі. Максимальні компактні підгрупи груп Лі в загальному випадку не єдині, але єдині з точністю до спряженості — вони є суттєво сполученими.

## Приклад
Як приклад використовуємо підгрупу O(2), ортогональну групу всередині загальної лінійної групи GL(2, R). Пов'язаним прикладом є група кола SO(2) всередині групи SL(2, R). Очевидно, що SO(2) всередині групи SL(2, R) є компактною і не максимальною. Неєдиність цих прикладів можна бачити з того, що будь-який скалярний добуток має асоційовану ортогональную групу і суттєва єдиність відповідає істотній єдиності скалярного добутку.